# 旧神
旧神（きゅうしん、Elder God）は、創作ジャンルクトゥルフ神話において、主に"THE ELDER GODS"と表記される神々の日本語訳。
一般的には、旧支配者たちを封印した超越者たち、邪神に対する善神とされる。
五芒星形の石のアイテムについては、旧神の印を参照。

## 旧神の登場の過程
ラヴクラフトのファンであった年少作家オーガスト・ダーレスは、彼をリスペクトして二次創作的なパルプホラー小説を執筆したが、世界観に「悪なる旧支配者」が存在することから、それらに対抗する「善なる存在」を求めた。そして1932年にマーク・スコラーと共作したダーレスの初期のクトゥルフ神話『潜伏するもの』に、ラヴクラフトの作品群には言及がない”太古の昔にオリオン座からやってきた（古きもの）あるいは（旧神）”を、旧支配者に対抗する超越者として書き記した。
ダーレスはその後の作品でも、旧神と旧支配者が対立する設定にこだわっている。邪悪なる旧支配者は、善なる旧神と地球の支配権を賭けて戦うが、ついには敗れ、現在は地球や宇宙の各地に封じられているとした。
この構図はラブクラフトの考える世界観とは違うが、単純で理解し易いためかその後も踏襲する作家も多く、日本のクトゥルフ神話でも用いられている（後述）。ただ、旧神を実際に登場させる作品は存外に少なく、単に旧支配者を幽閉した存在として言及される程度のことも多い。

## ダーレス神話の旧神
ダーレス神話の旧神は、善神である。オリオン座のあたりに住まうとされる。配下に星の戦士という兵隊がいる（後述）。ダーレス神話の宇宙史によると、太古にオリオン座のリゲルやベテルギウス（古名グリュ＝ヴォ）から旧神たちが地球にやって来て住んでいた。続いて、旧神の下僕であった旧支配者たちもやって来て、主に叛逆し、地球上では覇権争いが起こった。旧神たちは、旧支配者たちを宇宙の各所に封印して、オリオン座に戻った。
```
人間には想像もできない生物どうしが闘っていた。一方の生物は巨大で、たえず姿をかえつづけ、純粋な光の塊のようにも見えた。柱の形をとることもあれば、巨大な球の形、雲塊のような形をとることもあった。これらの塊が、おなじように姿、濃度、色を変化させつづける他の塊と闘っていた。その大きさは怪物じみていた。それにくらべれば、わたしなど恐龍のそばにいる蟻も同然だった。闘争は宇宙に猛威をふるい、ときおり、光の柱に敵対するもののひとつが捕えられ、遠くへ投げとばされた。すると投げとばされたものは怖ろしい姿にかわり、肉体をそなえばじめながら変成をしつづけた。
―青心社『クトゥルー2』「
永劫の探究
5・ホーヴァス・ブレインの物語」280ページ。
```

『潜伏するもの』では、紫や白に輝く光柱の姿で現れる。『ハスターの帰還』では、ベテルギウスの方角から稲妻のような巨腕を伸ばして顕現する。またこれらの初期作品では、旧神の言語が「テケリ＝リ、テケリ＝リ……」とされている。
旧神たちの個々の神については明らかではない。初期神話ファンであったフランシス・レイニーは、用語集『クトゥルー神話小辞典』を作り、この中でノーデンスを旧神に位置付けた。この設定をアーカムハウスのダーレスは採用し、ノーデンスを旧神の中で唯一名前が判明している神とした。
しばしば作中で、キリスト教の神と悪魔の対立にたとえて表現される。人間たちには優しく、邪神との戦いに巻き込まれた人物を避難させてくれる描写がある。
ダーレス旧神について、ほとんど登場人物の主観情報と言われるが、中には文献に由緒ある例もある。

### 星辰
旧神はオリオン座に棲まうという。ベテルギウスは古えの名でグリュ＝ヴォという。
ベテルギウスは、10万年以内に超新星爆発を起こして星の寿命を終えることが予想されている。

## 作者ごとの特徴

### カーターの旧神
リン・カーターは、先行作家たちが別々に書いていたクトゥルフ神話を統合することを試みた。ダーレス神話の旧神の設定も引き継いでいるが、特徴は異なる。
カーターの旧神は、邪神の敵対者であるが、人類に優しくなどない。ムー大陸を舞台とする『奈落の底のもの』では、邪神イソグサの封印が解かれたことで、即イソグサに攻撃を加え、巻き添えでムー大陸を崩壊させた。ハイパーボリアを舞台とする『炎の侍祭』では、邪神アフーム＝ザーの封印が解かれてもすぐには現れず、人間基準ではるかな年月が経過してからやって来て、その頃にはとっくにハイパーボリアは邪神の冷気で滅んでいる。
カーター旧神は文献に由緒あるとされている。無名祭祀書には、旧神がアザトースとウボ＝サスラの双子を創造したと記される。カーター版ネクロノミコンでは、旧神の首領がノーデンスかクタニドかはわからないとされている。
セラエノ大図書館は、ダーレス神話では旧支配者ハスターの支配地だが、カーター神話では旧神の領地になっている。さらにウボ＝サスラの持つ石板は旧神のセラエノ大図書館のものである。

### クトゥルフ神話TRPG
1980年代に生まれたクトゥルフ神話TRPG（旧名称：クトゥルフの呼び声）はバージョンアップを重ねており、旧神の扱いは段階的に変わっている。
初期版では旧神設定が採用されず、外なる神という新カテゴリが作られ、ノーデンスは外なる神へと分類された。後に旧神カテゴリが採用され、ノーデンスも旧神枠に移動している。中期には他の旧神の顔ぶれも登場するようになった。旧神枠について、設定レベルで人間中心の善悪二元論には懐疑を向けつつ成立している。

### その他
ブライアン・ラムレイの設定では、旧神の中から堕落した者たちが旧支配者である。邪神の王はルルイエの主神クトゥルフであり、旧神の王はエリシアの主神クタニドである。
ゲーリー・メイヤーズの設定では「カダスの大いなるもの」（＝地球本来の神々）が旧神とされており、先述のダーレスやラムレイの旧神よりもはるかに弱い。
リチャード・L・ティアニーの設定では、旧神は宇宙の冷酷な支配者とされる。ヨグ＝ソトースら旧支配者は反逆を起こし、彼らを打ち倒して新たな宇宙を創ろうとしている。グノーシスの構図で描かれ、善悪が反転している。
栗本薫の「魔界水滸伝」では、旧神は地球を守る先住者と呼ばれる者たちの祖先として位置づけられている。風見潤の「クトゥルー・オペラ」は超能力をもった少年少女が旧支配者と戦うという設定だが、少年達に地球を守るべく超能力を与えた存在はベテルギウスの旧神であった。

## 「星の戦士」
星の戦士（Star-Warriors）。旧神に仕える兵士たち。邦訳名称は、クト版が「星の戦士」、真ク版が「星辰天軍<スター・ウォリャーズ>」とされる。『潜伏するもの』に登場し、クライマックスにて、主人公たちが星の戦士たちと旧神たちをオリオン座から召喚し、邪神の都市を破壊する。
星の戦士たちは、炎に包まれた巨人状の姿をしており、左右に三対の触腕を持ち、片側には砲を携えている。長円筒状の乗騎獣にまたがり、宇宙空間を飛翔する。
ダーレスが作ったが、ダーレスしか使っておらず、しかも登場作品は『潜伏するもの』1作しかない。旧神陣営の兵隊が星の戦士とされているが、作中では彼らの登場直後に旧神そのものも参戦しており、結局星の戦士が旧神とどう異なるのかもよくわからない。作品自体も再録される機会が少なく知名度が低く、クトゥルフ神話TRPGにおいては星の戦士は採用すらされていない。ダーレス神話は旧神と星の戦士を生み、旧神は後続作家に広まったが、星の戦士の方はダーレス神話特有になってしまっている。
ただし日本においてはある理由から星の戦士が知られるようになっている。「星の戦士」の描写が、日本ではウルトラマンに形容されることがあるためである。特に平成ウルトラマンの第1作「ウルトラマンティガ」は、クトゥルフ神話をシナリオや登場怪獣の一部設定の下敷きにしている作品である。オリオン座にはM78があり、またウルトラ戦士の故郷である光の国はM78星雲とされ、名称が偶然に一致している。

## 登場作品
- オーガスト・ダーレス：潜伏するもの、ハスターの帰還
- リン・カーター：奈落の底のもの、炎の侍祭
- ブライアン・ラムレイ：タイタス・クロウ・サーガ
- ゲーリー・メイヤーズ：妖蛆の館（初版・第2版・第3版で内容が異なる）

## 旧神一覧
Bast（バースト）/Bubastis（ブバスティス）

エジプト神話の猫の女神。人間による信仰は絶えたが、猫たちに信仰されている。TRPGにて旧神にカテゴリされた。ロバート・ブロックは人喰いの邪神として描いた。
出典・登場作品：TRPG『クトゥルフの呼び声』、ロバート・ブロック『ブバスティスの子ら』
Dveahtehs
詳細不明。
出典・言及作品：ジョゼフ・S・パルヴァー『Nightmare’s Disciple』
Four Titans of Balance and Order（安定と秩序の四巨神）
- Othkkartho(オスカルト) - ノーデンスの長男。四巨神のリーダー。
- Eyroix(エィロワ)
- Adaedu(アダイドゥ)
- Alithlai-Tyy(アリトライ=ティイ)

出典・言及作品：ジョゼフ・S・パルヴァー『Nightmare’s Disciple』
Hypnos（ヒュプノス）
眠りの神。ギリシア神話の眠りの神ヒュプノスと同名で、容姿等もかなり近いが、恐ろしい神として描かれる。地球本来の神々や旧支配者とされる場合もある。

Kthanid（クタニド/サニド）
クタニドは、ブライアン・ラムレイの作品では、旧神のリーダーと位置づけられた。クトゥルフの従兄弟でクトゥルフと同じ姿だが慈愛に満ちた黄金色の目をしている。人間たちを守りたいと願う強く優しい神。
初登場はタイタス2『タイタス・クロウの帰還』

Nodens（ノーデンス）
一般的に旧神の首魁とされる神。分類がよく変わり、外なる神や地球本来の神々とされる場合もある。

N'tse-Kaambl（ヌトセ＝カームブル）
旧神の印を作った女神。槍と盾を持ちローブを纏った美女の姿でドリームランドで崇拝されている。
出典・言及作品：ゲーリー・メイヤーズ『妖蛆の館』、TRPGサプリメント『ラヴクラフトの幻夢境』。登場するたびに名前が変わっている。
Orryx
紫と白に輝く螺旋状の光柱の姿をしている。単一ではなく、複数の群。
クトゥルフ神話に登場した最初の旧神は、この神（神々）である。オーガスト・ダーレスの『潜伏するもの』に登場した無名の旧神を、後にTRPGのサプリメント『The Creature Companion』（未訳）が命名したもの。
Ovytonv
詳細不明。
出典・言及作品：ジョゼフ・S・パルヴァー『Nightmare’s Disciple』
Thibukcall（シバッカル）
シバッカルはベテルギュース太陽系の惑星ミオブの山の地下に潜む美しく巨大な神。理由は不明だが、自ら選んだ地球人の女性の魂を抜き取り自分の元へ連れ去る。連れ去られた女性の魂は幸福感に包まれ帰りたいという気持ちもなく、シバッカルの言いつけに従って働き、肉体は昏睡状態となっている。これらのことは全てエルトダウン・シャーズに記されている。
出典・登場作品：フランクリン・シーライト『Lair of The Dreamer』（「Lair of The Dreamer」所収）
Ultharathotep（ウルターラトテップ）
『サセックス稿本』でのみ言及されている。旧神ソトースの子。ウルタール、ヨグ＝ソトース＜ソトースの寵を得る者＞といった異称をもつ。
旧神または旧支配者。非実体であり、旧神の力の象徴。ウルタールは力そのものを指す言葉でもある。はるかな古代、1000年に一度の大儀式で神官たちのウルタールの化身として召喚されていた。
ソトース、ヨグ＝ソトース、ウルタール、ウルターラトテップの関係は『サセックス稿本』にしか記載されていない。
Urthuvn
詳細不明。
出典・言及作品：ジョゼフ・S・パルヴァー『Nightmare’s Disciple』
Vorvadoss（ヴォルヴァドス）

Xislanyx
詳細不明。
出典・言及作品：ジョゼフ・S・パルヴァー『Nightmare’s Disciple』
Xuthyos-Shib'Bz
詳細不明。
出典・言及作品：ジョゼフ・S・パルヴァー『Nightmare’s Disciple』
Yad-Thaddag（ヤード＝サダジ）
ヤード＝サダジはヨグ＝ソトースに相当する旧神。黄金色の球体の集積物の姿をしている。
登場作品：タイタス6『旧神郷エリシア』
Zehirete（ゼヒレーテ）
ゼヒレーテは「清浄かつ聖なる光の子宮」と呼ばれる女神。ノーデンスの妻。
出典・言及作品：ジョゼフ・S・パルヴァー『Nightmare’s Disciple』
星の戦士たち/星辰天軍 Star Warriors
旧神Orryx配下の先兵。炎状の巨人であり、砲騎兵。ダーレスの『潜伏するもの』に登場。詳細は上述。
デモンベイン
ロボ。ニトロプラスの『斬魔大聖デモンベイン』などに登場。
クトーン
マーベル系アメコミに登場する旧神。ダークホールドという魔術書を使う。